# Portrait de Giorgio Vasari
Le Portrait de Giorgio Vasari est un tableau de Giorgio Vasari, un portrait à l'huile sur toile réalisée entre 1566 et 1568 probablement par un peintre de l'entourage de Vasari, possiblement par Jacopo Zucchi. La Peinture est conservée au musée des Offices.

## Historique
Réalisé entre 1566 et 1568, le tableau trouvera sa place dans la galerie des portraits du corridor de Vasari, devenue une dépendance du musée des Offices.